# Grup vinil
|  | «Vinil» redirigeix aquí. Si cerqueu el mitjà musical, vegeu «Disc fonogràfic». |

El grup vinil és un grup substituent emprat en nomenclatura de química orgànica de fórmula {\displaystyle {\ce {CH2=CH -}}}. És derivat de l'etilè {\displaystyle {\ce {CH2=CH2}}} per pèrdua d'un dels seus àtoms d'hidrogen.

## Etimologia
El mot «vinil» prové del mot anglès «vinyl», i aquest del llatí «vinum» que significa vi, a causa de la seva relació amb l'etanol.
El grup vinil forma part del grup al·lil i és també contingut en tot els acrilats. Diversos alquens contenen un grup vinil.

## Aplicacions
A causa de l'enllaç covalent, els vinils es poden polimeritzar, formant polímer de vinil. En aquests polímers, el doble enllaç dels monòmers de vinil es tornen enllaços simples i els diferents monòmers s'uneixen per enllaços simples. Això és un exemple de la polimerització per addició. No hi ha grups vinil en el polímer resultant. També és important reduir la quantitat de vinil monomèric que no ha reaccionat, ja que el monòmer és tòxic o empitjora les qualitats del plàstic resultant.
- Clorur de polivinil (PVC) és obtingut per polimerització del monòmer clorur de vinil (cloroeté) CH₂=CHCl
- Acetat de vinil s'utilitza per a produir altres substàncies químiques industrials (com els polímers d'acetat de polivinil i els copolímers d'etilè i acetat de vinil)
- Acetat de polivinil (PVAc) s'obté per la polimerització de l'acetat de vinil. En suspensió aquosa, s'usa com a adhesiu.
- Alcohol de polivinyl (PVA) s'obté per hidròlisi de l'acetat de polivinil, no per polimerització del monòmer alcohol de vinil o etenol que és un tautòmer keto-enol poc favorable de l'acetaldehid.